# Appelflap
Appelflap è un dolce olandese da forno simile allo strudel, preparato con pasta sfoglia e mele. In Francia prende il nome di chausson aux pommes.

## Storia
Il dolce sarebbe stato creato a Saint-Calais (Sarthe, FR) nel 1630 alla fine di una epidemia. Tutti gli anni a settembre nella cittadina si tiene tuttora la fête du chausson..

## Preparazione
La qualità di mele più utilizzata è la Golden Delicious, perché si trova in ogni stagione. Meglio ancora però è la qualità olandese Bella di Boskoop (chiamata anche Goudreinet), perché queste mele hanno un grado di acidità più alto e sono più sode, quindi sapore e struttura si conservano meglio durante la cottura.
L'Appelflap si prepara con un foglio di pasta sfoglia, ha forma triangolare e un ripieno di pezzetti di mela e cannella, eventualmente completato con farina di mandorle, uvetta di Corinto e/o uva sultanina. Durante o subito dopo la cottura si cosparge l'Appelflap di zucchero semolato.
Gli Appelflap di qualità si distinguono per l'utilizzo di burro invece che di margarina e per il ripieno aromatizzato con buccia di limone grattugiata.